# Escriptura cuneïforme
L'escriptura cuneïforme és un dels primers sistemes d'escriptura coneguts. Va ser creat pels sumeris cap al 3150 aC. És un tipus d'escriptura logogràfica –encara que en derivarien formes fonogràfiques o mixtes– i els grafemes utilitzats eren principalment ideogrames, amb alguns pictogrames o signes esquemàtics derivats d'aquells. El sistema de signes havia derivat d'un sistema de fitxes d'origen neolític –uns 8500 aC– utilitzades en la mateixa àrea fins a l'aparició de l'escriptura.
Els signes es dibuixaven en taules d'argila, ordenats en columnes verticals. Més endavant, es van ordenar per fileres. També es van millorar els càlams usats per l'escriptura, cosa que va permetre que es poguessin produir molts tipus de signes diferents fàcilment i amb la mateixa eina. D'aquesta manera van sorgir els símbols cuneïformes característics d'aquest sistema. Les tauletes es podien coure per endurir-les i preservar-les.
L'escriptura cuneïforme, utilitzada inicialment per la llengua sumèria, fou adaptada més endavant pels babilonis, elamites, hitites i assiris per escriure en les seves pròpies llengües, en una àrea geogràfica que correspon al Pròxim Orient, és a dir, des del Llevant i Anatolia a l'oest fins a Iran i l'Àsia Central en l'est, i des del Caucas en el nord fins a la península aràbiga al sud. En total, aquest sistema d'escriptura s'utilitzà a Mesopotàmia durant un període de prop de quatre mil anys, des del segle XXXII aC fins al segle I dC, i fou un dels sistemes d'escriptura amb més període de vigència en les cultures humanes.

## Caracterització

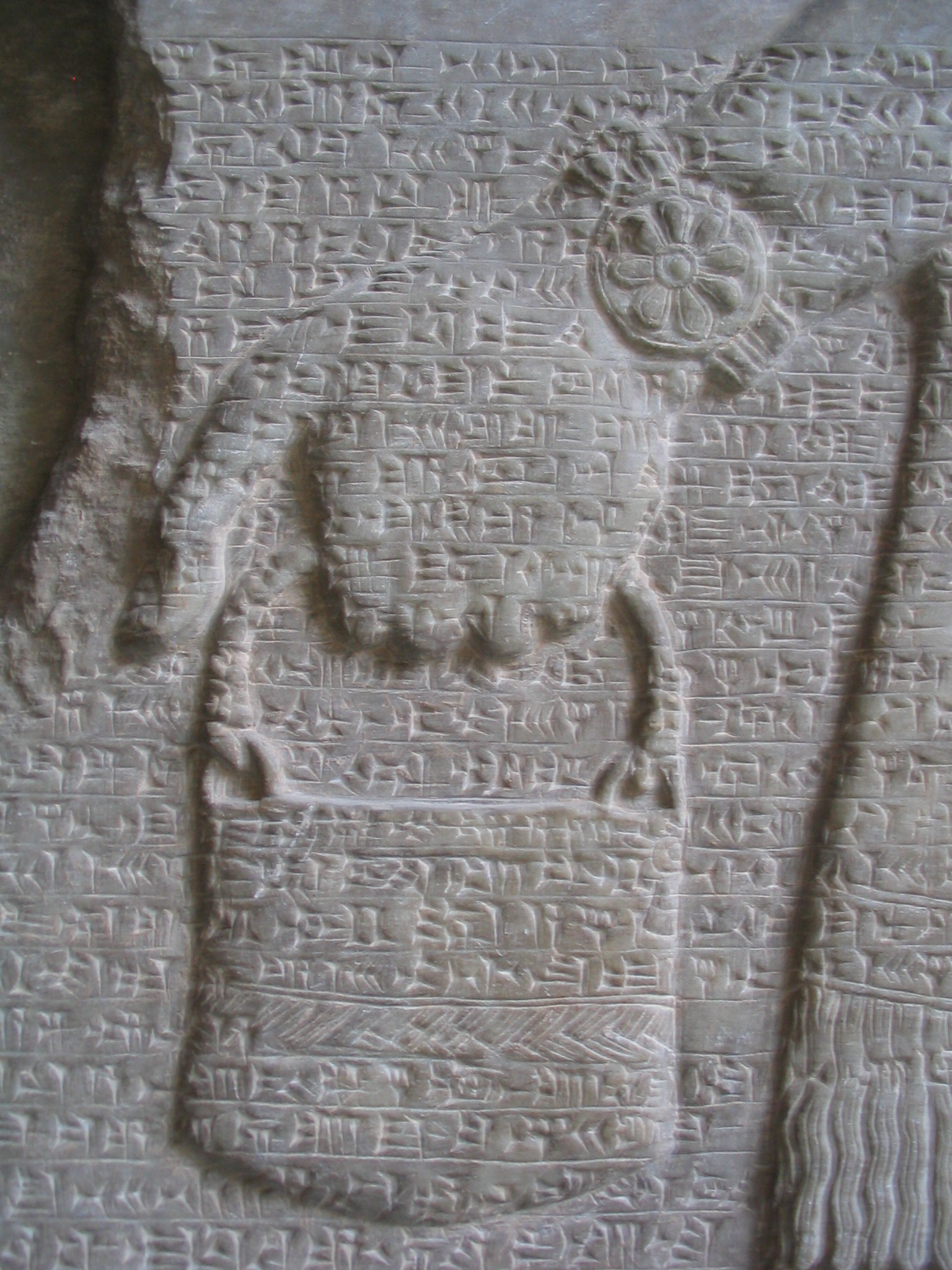
Detall d'un baix relleu babiloni amb escriptura cuneïforme conservat al Museu de Pèrgam, a Berlín

L'origen de la forma típica d'aquest escrit fa que hi hagi una justificació tècnica: és la impressió que deixa en els estils de la canya de fang allargada de secció triangular, és a dir, en forma de falca.
Els signes de l'escriptura cuneïforme foren originalment nombrosos, al voltant de mil. Després, amb el temps, el nombre va disminuir de manera significativa, a només uns pocs centenars d'ús habitual. La seva forma ha estat un procés de simplificació i de regularització de les falques. La mateixa direcció de les falques individuals s'ha normalitzat i es limita a quatre tipus: horitzontal, obliqua, vertical i d'angle. Sobre aquesta base, la moderna assiriologia estudia la missió dels signes, disposats precisament sobre la base d'aquests quatre elements.
Pel que fa a la direccionalitat, era originàriament de tipus vertical, amb signes alineats de dalt a baix, i si hi havia més d'aquestes línies, s'arrengleraven de dreta a esquerra. Només al voltant del XV aC va haver-hi un gir cap a l'esquerra del sistema d'escriptura, igual que a la resta dels altres tipus d'escriptura de l'Est, i va prendre un curs horitzontal, molt similar a la nostra escriptura. Les raons d'aquest canvi són desconegudes.
Amb l'arribada dels pobles semites, a principis del segon mil·lenni aC i el declivi de la civilització sumèria, l'escriptura cuneïforme es convertí en la prerrogativa de la nova cultura babilònica i assíria, i donada la seva estructura sil·làbica forta podria ser utilitzada per expressar altres llenguatges com l'elamita, hitita, urartià, i l'escriptura cuneïforme uvita. És també la base i inspiració amb què es van crear els registres d'Ugarit i l'antic persa aquemènida.
L'escriptura cuneïforme es troba en tauletes d'argila que es van registrar quan el material d'escriptura encara no era sec, però també tenim molts exemples d'inscripcions i estàtues monumentals, realitzades en materials durs com pedra. De distribució també en inscripcions personals, en general petites ampolles de diferents materials, sovint pedres semiprecioses que porten els noms dels propietaris i una dedicació a la deïtat tutelar de la seva elecció.

## Història de l'escriptura cuneïforme

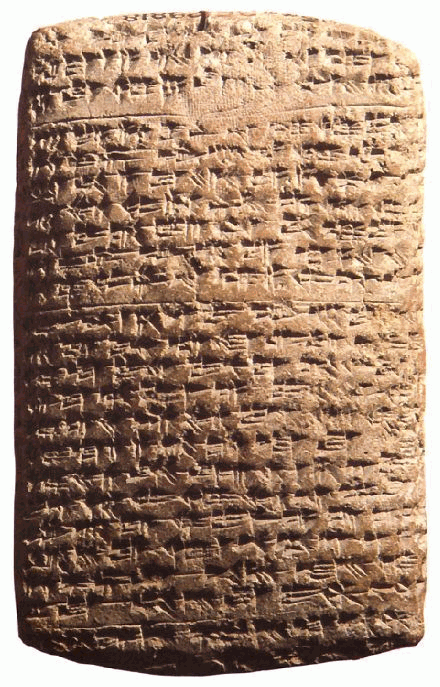
Una de les cartes d'Amarna, segle XIV aC

El sistema d'escriptura cuneïforme va estar en ús durant més de trenta segles, com el primer sistema del món a través de diverses etapes de l'evolució, des del segle XXXIV aC fins al segle i dC. L'origen del que coneixem com a sistema d'escriptura cuneïforme és estrictament comptable. La baixa Mesopotàmia, durant el quart mil·lenni aC, va assolir una complexitat prou gran per generar la necessitat de comptabilitzar béns i registrar transaccions. Va ser substituït per complet per l'escriptura alfabètica en el curs de l'època romana. Per aquesta raó, va haver de ser desxifrat a partir de zero el segle xix pels experts del camp de l'assiriologia. L'aprovació de desxiframent data de 1857.
L'escriptura cuneïforme va haver de passar per diverses etapes. Els primers signes, de cap al 3000 aC, són clarament formes pictogràfiques que apareixen en el sistema protosumeri, després són una representació cuneïforme de cap al 2400 aC; en aquest temps encara hi ha un acostament al dibuix original, però ja es tendeix a representar les idees per signes abstractes; finalment, cap al 650 aC, són definitivament sil·làbics, i allà ja es pot veure la seva equivalència fonètica sumèria i el seu significat.
Aquesta etapa sil·làbica és coneguda en els seus començaments per un grup de texts d'Ur corresponent a l'època de les dinasties I i II de Sumer (2800 aC).
En aquests texts trobem el primer ús identificable d'elements fonètics i de gramàtica, i en la mesura en què es pot identificar l'ús de síl·labes en l'escriptura cuneïforme, podem conèixer el llenguatge sumeri.
Els primers exemples de tauletes cuneïformes mostren un desenvolupament progressiu en la forma dels signes i en la flexibilitat del seu ús. Per exemple, la taula lateral procedent de Šuruppak, Farà, (2600 aC) registra xifres de treballadors. D'aquí, segons la literatura sumèria, és procedent l'heroi del diluvi, Ziusudra.

## Extensió geogràfica
L'escriptura cuneïforme es desenvolupà per primera vegada al sud de Mesopotàmia. Després va ser utilitzada a Síria, com ho demostra el fet que l'eblaïta està escrit en caràcters cuneïformes, i també l'elamita, que desplaça la versió d'impressió local, que sobreviu fins al final del tercer mil·lenni, en forma "lineal elamita", gairebé al mateix període que el del títol primer del text escrit en caràcters cuneïformes hurrita. Al començament del segon mil·lenni, la falca està molt estesa a l'altiplà iranià per la Mediterrània (Ugarit, Qatna), Palestina (Hazor) a l'Àsia Menor (Hattusa). L'idioma dominant és llavors l'accadi. Les llengües indoeuropees de l'Àsia Menor, hitita, luvita i palaic Hatt s'escriuen al voltant de la meitat del segon mil·lenni. A la segona meitat del segon mil·lenni, el cuneïforme accadi (i hitita i hurrita) s'escriu a Egipte. En el primer mil·lenni, Urartu, que viu a l'est d'Àsia Menor i el Caucas Sud, adapta aquesta forma d'escriure el seu idioma.
Si bé aquests registres es basen en un principi prèviament elaborat pels sumeris, una barreja d'ideogrames i fonogrames, un alfabet escrit en signes cuneïformes es crea a Ugarit al segle xiv, i desapareix al segle xii. No obstant això, són alfabets lineals (fenici, hebreu, arameu) i, i a poc a poc, substitueixen la falca d'edat en el curs del primer mil·lenni. Un sil·labari simplificat en persa, escrit en cuneïforme, el desenvoluparen els escribes dels reis aquemènides, però sense gaire èxit.

## Desxifrat
El 1802 Georg Friedrich Grotefend va desxifrar part de l'escriptura cuneïforme. A partir de l'any 1835 Henry Rawlinson, un oficial de l'armada britànica, va trobar la Inscripció de Behistun, en un penya-segat de Behistun a Pèrsia. Tallada durant el regnat del rei Darios el Gran de Pèrsia (522-486 aC), consistia en textos idèntics escrits en els tres llenguatges oficials de l'imperi: persa antic, babiloni i elamita. La importància de la inscripció de Behistun per al desxifrat de l'escriptura cuneïforme equival a la de la pedra de Rosetta per al desxifrat dels jeroglífics egipcis.
Rawlinson va deduir que el persa antic usava un alfabet sil·làbic i el va desxifrar correctament. Treballant de manera independent, el asiriòleg irlandès Edward Hincks també va contribuir al desxifrat. Després de traduir el persa, Rawlinson i Hincks van començar a traduir els altres. En gran manera van ser ajudats pel descobriment de la ciutat de Nínive per Paul-Émile Botta en 1842. Entre els tresors descoberts per Botta estaven les restes de la gran biblioteca d'Assurbanipal, un arxiu real que contenia diversos milers de taules d'argila cuites amb inscripcions cuneïformes.
En 1851, Hincks i Rawlinson podien llegir ja 200 signes babilonis. Aviat se'ls van unir altres dos criptòlegs, un jove estudiant d'origen alemany anomenat Julius Oppert i el versàtil orientalista britànic William Henry Fox Talbot. En 1857 els quatre homes es van conèixer en Londres i van prendre part en el famós experiment per a comprovar la precisió de les seves recerques.
Edwin Norris, el secretari de la Reial Societat Asiàtica, li va donar a cadascun d'ells una còpia d'una inscripció recentment descoberta datada en el regnat de l'emperador assiri Teglatfalassar I. Un jurat d'experts va ser convocat per a examinar les traduccions resultants i certificar la seva exactitud. Les traduccions resultants dels quatre experts coincidien en tots els punts essencials. Va haver-hi per descomptat algunes petites discrepàncies. L'inexpert Talbot havia comès uns quants errors, i la traducció de Oppert contenia uns quants passatges dubtosos pel fet que l'anglès no era la seva llengua materna. Però les versions de Hincks i Rawlinson eren virtualment idèntiques. El jurat va declarar la seva conformitat, i el desxifrat de l'escriptura cuneïforme accadi va passar a ser un fet consumat.
En 2023 es va demostrar que és possible aconseguir una traducció automàtica d'alta qualitat d'idiomes cuneïformes com el acadio utilitzant mètodes de processament de llenguatge natural amb xarxes neuronals convolucionals.

## Ús
Cuneïforme deriva de la forma de tascó d'aquesta escriptura. Els signes cuneïformes eren escrits per escribes usant punxons, també anomenats estilets, principalment sobre tauletes, gairebé sempre d'argila, perquè és el que abundava a Mesopotàmia, i ocasionalment de metall, que després es guardaven en una sort de primitives biblioteques, escrupolosament organitzades, que servien per a l'aprenentatge de futurs escribes. Aquestes biblioteques pertanyien a l'escola de cada ciutat o, a vegades, a col·leccions particulars. L'argila era un material còmode per a escriure, però la seva conservació a través del temps resulta fràgil, per aquesta raó només han quedat les que van ser cuites. També s'utilitzava el cisell per a escriure en pedra i roca.
La tauleta que s'utilitzava era petita i estava dividida en les cel·les en les quals posteriorment s'escriuran els conceptes. Aquests conceptes eren símbols que representaven la realitat, però amb el pas del temps es van anar allunyant del concepte representat.
Les tauletes estaven escrites en un nombre variable de columnes i contenien:
- La sèrie i el número de la tauleta en aquesta sèrie, per a la seva correcta catalogació.
- El text.
- Colofó, que conté al seu torn la primera línia de la següent tauleta, el propietari, l'any de regnat del sobirà corresponent, a vegades els títols d'aquest, la ciutat de l'escola i el nom de l'escriba i, rarament, l'autor.

Noti's la semblança d'aquest sistema amb l'operativa moderna dels protocols d'escrivans i notaris.
Evidentment, l'ús no quedava restringit a les tauletes; per exemple, trobem escrits en els maons de la Babilònia del primer mil·lenni el nom de Nabucodonosor II.